# Exlex
Exlex var en norsk satirtidskrift som utgavs 1919-1920. Tecknaren Ragnvald Blix var chefredaktör. Andra medarbetare var tecknarna Olaf Gulbransson, Anton Hansen, Adolf Hallman, Ossian Elgström, Robert Storm Petersen och författaren Herman Wildenvey.